# Dynacycle
Dynacycle is een historisch merk van motorfietsen.
Dit merk ontstond na de Tweede Wereldoorlog in de Verenigde Staten. Men maakte gemotoriseerde fietsen met een 100cc-eencilinderviertaktmotor die vlak bij de pedalen was ingebouwd. 